# Charles-François de Calvière
Pour les articles homonymes, voir de Calvière.
Charles-François de Calvière, marquis de Calvière est un lieutenant général des armées du roi, un franc-maçon et un collectionneur français, né à Avignon le 22 avril 1693 et mort le 16 novembre 1777 à Vézénobres.

## Biographie

### Lieutenant général des armées du roi
Charles-François de Calvière est de noblesse languedocienne, dans sa jeunesse, il est page de la Petite Écurie en 1711 et compagnon de jeux de Louis XV. Il devient écuyer ordinaire du roi, exempt major et chef de brigade des gardes du corps compagnie de Villeroy en 1743. Il devient lieutenant-général et membre honoraire de l’académie de peinture et de sculpture en 1745.

### Franc-maçon
Le marquis de Calvière a été initié en franc-maçonnerie, en 1736, par l'Écossais jacobite comte de Balmerino, qui est dit grand maître de toutes les loges d'Angleterre.
Les francs-maçons avignonnais ont écrit en 1749 dans le « Discours préliminaire » du registre de la loge de Saint-Jean de Jérusalem :

« le marquis de Calvière, initié dans les sacrez Mystères, donna la lumière au Frère Duc d'Aumont, qui a été le premier Grand Maître de toutes les Loges de France, & qui, avant S.A.S. Monseigneur Louis de Bournon-Condé, comte de Clermont, Prince du sang, donna pouvoir au Frère Marquis de Calvière d'établir la Respectable Loge Saint Jean d'Avignon, établie l'an de la Lumière 5737 »

.
Il est vénérable maître de la « loge des États du Languedoc », pendant son séjour à Paris, il fait partie de la loge de Bussy-Aumont qu'il fonde avec le duc d'Aumont.
La loge de Saint-Jean (ancienne) fondée par le marquis de Calvière a fonctionné à partir de 1737. Elle a eu pour vénérables le marquis de Labaume, le chevalier de Mirabeau père du marquis de Mirabeau, le comte de Quinson, Ignace de Guillen, le marquis de Merle de Beauchamp, l'abbé de Crillon, le marquis de Véry, le comte de Villeneuve. Les francs-maçons ont dû rapidement arrêter leurs travaux parce que le pape Clément XII a fulminé la bulle In eminenti apostolatus specula interdisant la franc-maçonnerie. Les francs-maçons sont menacés d'excommunication. En France, le parlement de Paris a refusé d'enregistrer la bulle, les francs-maçons ont pu continuer leurs réunions, mais ce n'était plus possible à Avignon, en terre du pape.
En 1748, plusieurs maçons, venant de plusieurs loges du royaume, se retrouvant à Avignon, ont fondé le 12 mai 1749 la loge « Saint-Jean de la Persévérance », de formation bourgeoise, sous la dépendance de la loge « La Réunion des élus de Montpellier ». Cette loge a été réunie le 24 août 1749 à la loge Saint-Jean (ancienne), de formation aristocratique, pour former la loge « Saint-Jean de Jérusalem d'Avignon ». Les origines sociales des francs-maçons vont rapidement entraîner leur séparation. Le 15 juin 1751, le pape Benoît XIV a renouvelé l'interdiction du pape Clément XII avec la bulle Providas Romanorum Pontificum. Les loges avignonnaises doivent interrompre leurs réunions.

### Collectionneur
Quand le marquis de Calvière quitte le service du roi et revient en Provence, il a alors décidé de s'installer dans le château de Calvières à Vézénobres où il a rassemblé sa bibliothèque et sa collection d'œuvres d'art, qui ont été vendues par son fils pour payer les dettes,,. Les antiques, monnaies et objets d'art ont été achetés par Esprit Calvet, médecin et érudit avignonnais, fondateur du Musée Calvet. De nombreux dessins sont entrés dans les collections du musée du Louvre,.

## Famille
- Raymond de Calvière, seigneur de Saint-Côme, marié, en 1540, avec Félice Vitalis[8],
  - Guillaume de Calvière, seigneur de Saint-Césaire-de-Gauzignan marié avec Rose de Faucon (†vers 1576), fille de Jean Guiraudel Faucon, seigneur de Souvignargues (†vers 1530)
    - Guillaume de Calvière, seigneur de Saint-Césaire-de-Gauzignan marié à Isabeau de Daffis (ou d'Assis),
      - Pierre de Calvière (†1640), viguier de Nîmes, marié, en 1604, avec Hélix du Terrou,
        - Antoine de Calvière, seigneur de Saint-Césaire-de-Gauzignan, marié, en 1656, avec Marthe de la Roche,
          - Claude-Charles de Calvière (1664- ), seigneur de Saint-Césaire-de-Gauzignan, marié le 22 janvier 1701, avec Antoinette d'Albon, veuve de Léon de Valbelle (1634-1691), fille de Gaspard d'Albon, sœur de Camille d'Albon (1657-1729), marquis de Saint-Forgeux, prince d'Yvetot par son mariage avec Julie Françoise de Crevant,
            - Charles-François de Calvière (1693-1777) marié, en novembre 1733, à Françoise Olympe de Calvière (†1757), dame de Boucoiran et de Vézénobres,
              - Charles-Joseph de Calvière marié, le 15 octobre 1770, avec Élisabeth Agathe Marianne de Valette,
                - Jacques-Alexis de Calvière de Vézenobres (1777-1844), marié avec Pulchérie Cécile de Guignard de Saint-Priest, fille de François-Emmanuel Guignard de Saint-Priest (1735-1821)
                  - Charles de Calvière Vézénobres (1816-1878)

                - Alix Marie Geneviève de Calvière (1789-1848)mariée à Jacques René Hippolyte de Pierre de Bernis (1780-1838),

              - Marie Éléonore Olympe de Calvière mariée, le 19 octobre 1757, avec Jacques Marcelin Denis de Bérard (†1799), vicomte d'Alais, marquis de Montalet
                - Marie Charlotte Alix de Bérard de Montalet (1762- ), dame d'Alais, mariée, en 1785, avec Louis Victor de Suffren, vicomte de Saint-Topez

  - Robert de Calvière (†vers 1570), seigneur de Boucoiran, marié en 1546 avec Claudine de Leuga, il habite à l'hôtel de Calvières à Montfrin, il a acheté la seigneurie de Boucoiran le 26 novembre 1566 à Jacques de Jacques de Bouzène
    - Guillaume de Calvière (1547-1632), seigneur de Boucoiran, marié en 1591 avec Isabelle Barrière de Nages (†1647),
      - Abel-Antoine de Calvière (†1629) marié à Madeleine du Faÿ,
        - Isabelle de Calvière de Leuga de Boucoiran mariée en 1655 à Jean-Baptiste d'Urre (†1689), marquis de Montanègre, lieutenant général de Languedoc

      - Louis de Calvière, baron de Boucoiran, marié en 1650 avec Anne Thierry
        - Abel-Antoine de Calvière (1652- ), deuxième du nom, seigneur de Vézénobre en 1690, marié en 1671 avec Jeanne Isabeau Gabrielle de Segla de Ribaute,
          - Alphonse de Calvière (vers 1682-1735), baron de Boucoiran, marié en 1716 avec Françoise Olympe de Durand de Pontaujards,
            - Françoise Olympe de Calvière, dame de Boucoiran et de Vézénobres, mariée, en novembre 1733, à son cousin au 5e degré Charles-François de Calvière (1693-1777), marquis de Calvière

        - Jean Louis de Calvière, seigneur de Massillargues, marié à Olympe Marie Brun de Mossargues

  - Nicolas de Calvière, seigneur de Saint-Cosme